# Anonymous
Anonymous (slovensko tudi Anonimni hekerji) je mednarodno gibanje aktivistov, ki so postali znani zaradi DDoS napadov na vladne, verske in druge podjetniške spletne strani. Že od začetka delovanja leta 2003 so zasluženi za mnoge potegavščine, napade, proteste in javna obrekovanja. Pripadniki tako rekoč internetne subkulture se v tovrstnih napadih združujejo iz celega sveta, njihova ideja in način delovanja pa ostajata enaka – doseči nek cilj (po navadi gre za politično naravnanega) brez razkrivanja svoje identitete. Po svetu so člani skupine poznani tudi kot Anons-i, v Sloveniji pa uporabljamo poslovenjen izraz Anonimni hekerji. Kljub različnim poimenovanjem pa jih cel svet pozna po prepoznavni maski Guy Fawkesa.
Besede "Mi smo Anonymous. Smo legija. Ne odpuščamo. Ne pozabimo. Pričakuj nas." (ang. We are Anonymous. We are Legion. We do not forgive. We do not forget. Expect us.) se velikokrat pojavljajo v povezavi z delovanjem Anonimnih hekerjev.

## Filozofija
Gibanje kot samo nima striktno določene filozofije in vodila, kar velikokrat vodi do nesoglasij med pripadniki. Te se največkrat vrtijo okoli njihove prvotne ideje delovanja – gre za vprašanje, ali naj bodo njihovi napadi osredotočeni bolj na zabavo ali v bolj resna delovanja oziroma v aktivizem.
Njihovo vodilo je nasprotovanje internetni cenzuri in nadzoru, zato je tudi njihovo delovanje največkrat usmerjeno v vlade, organizacije in združbe, ki jih obtožujejo poskusov cenzure.

## Splošne značilnosti
Leta 2012 jih je Time.com uvrstil na listo 100 najbolj vplivnih skupin na svetu tega leta. To ni nič čudnega, saj so znani po provokativnih napadih na državne organizacije, verske in različne podjetniške spletne strani v različnih državah.
Njihovo delovanje ni osredotočeno na določene države, saj organizacija Anonymous združuje različne ljudi iz celega sveta, ki se med seboj povezujejo zaradi želje po doseganju določenih ciljev. Gibanje ima več vej - v vsaki državi so pripadniki druge veje (npr. slovenska veja gibanja), ki pa se za doseganje večjih ciljev združujejo med seboj, tudi v mednarodnem smislu. Njihova skupna posebnost je, da so anonimni, da nimajo vodje, oziroma skupine ljudi, ki bi vodili celotno skupino aktivistov. Po besedah novinarke Carole Cadwalladr pripadaš Anonymous, če izpolnjuješ dva pogoja - če verjameš vanje in če verjameš, da si del njih.
Maska Guy Fawkesa je značilnost vseh pristašev Anonimnih hekerjev in je pravzaprav prepoznavni znak njihove dejavnosti, uporablja se pa tudi kot znak podpore - npr. na protestih.

### Začetek
Njihov začetek delovanja se povezuje s (slikovnim) spletnim forumom 4chan. Pri objavi sporočila na portalu so uporabniki vpisali svoje uporabniško ime, če pa tega niso storili, so objavili sporočilo pod imenom "Anonymous" - od leta 2004 pa so na forumu anonimne vse objave. Uporabniki, vešči informatike in delovanja kibernetskega sveta, so se prek portala pričeli množično povezovati in skupaj izvrševati različne potegavščine in napade.

## Aktivnosti

### Habbo Hotel (2006)
Napad na Habbo Hotel, spletno stran, ki je zasnovana kot virtualni hotel so organizirali na spletni stran 4chan, kjer so se dogovorili, da se registrirajo na spletni strani Habbo Hotel in si uredijo avatarje črne polti, oblečene v sive obleke. Skupaj so zasedli bazen hotela, dodali sporočilo, da je bazen zaprt zaradi aidsa ter z izrisovanjem svastike onemogočili drugim uporabnikom normalno uporabo strani. To so naredili kot odziv na zabaviščni park v Alabami, ki je HIV-pozitivnemu otroku preprečil kopanje v bazenu, temnopolti avatarji pa so izražali nestrinjanje in nespoštovanje do administratorjev Habbo Hotela, ki so bili že pred napadom obtoženi rasizma. 

### Projekt Chanology (2008)
Anonimni hekerji so leta 2008 izvedli projekt Chanology (ang. Project Chanology), s katerim so izrazili svoje nasprotovanje scientološki cerkvi. Povezali so se na spletni strani 4chan, nato pa skupaj izvedli DDoS napad. To je zelo upočasnilo delovanje spletne strani. Z množičnimi klici na klicne centre scientološke cerkve in pošiljanjem dokumentov brez vsebine prek faksa so onemogočili tudi drug način komuniciranja. S pošiljanjem dokumentov, ki so bile pravzaprav popolnoma črne strani, so poskušali doseči tudi materialno škodo, kar je kasneje prineslo negativen odziv medijev in javnosti. V času napada je bilo na naslove scientoloških stavb po svetu naročenih veliko prevoznih storitev in hrane. Sčasoma se je spletna stran znova vzpostavila, vendar se je kasneje znova zrušila zaradi prevelikega števila ogledov, ki so bili posledica medijske pozornosti na prejšnji napad Anonimnih hekerjev. Te so ob ponovnem nedelovanju spletne strani izvedli nove DDoS napade še na druge strani scientoloških cerkva po svetu - tako so jih onesposobili več kot deset. Uporabili so tudi "Google bombardiranje", da so na internetu povezovali cerkev s kultom in nevarnostjo, kar bi med brskanjem naključne osebe po spletu privedlo do napačnih informacij. Hkrati so organizirali tudi proteste, scientološka šola pa se je na vse to odzvala s pravnim in medijskim pregon, ki traja še danes.

### HBGary (2011)
Aaron Barr, direktor podjetja HBGary je trdil, da lahko preko medijev pride do informacij o hekerjih in tako dobi identiteto nekaterih, ki so del Anonimnih hekerjev. Te osebne podatke je želel predati na eni izmed konferenc o informacijski varnosti. Anonymous se je na to odzval in vdrl v uradno spletno stran HBGary. Original logotip so spremenili v logotip Anonimnih hekerjev, zrušili so telefonski sistem in pridobili več tisoč sporočil iz e-mail sistema - te so nato javno objavili na spletni strani Twitter, za objavo pa so uporabili kar uporabniški račun direktorja podjetja.

### ISIS (2015)
Anonymous je v začetku leta 2015 napovedal vojno proti ISIS. Z besedami "vi ste virus, mi zdravilo" so napovedali brisanje računov na spletnih straneh kot so Twitter, Facebook in e-pošte oseb, katere naj bi bile v povezavi z Islamsko državo. Prav tako napadajo spletne strani, ki širijo njihovo propagando, osredotočajo pa se tudi na propagando v temnem internetu. Tako je Ghost Sec, skupina povezana z Anonimni hekerji, leta 2015 na eni izmed tovrstnih spletnih strani namesto običajne vsebine objavila oglas za viagro.

### Donald Trump (2015)
Leta 2015 je Donald Trump povedal, da si želi, da bi bil vsem muslimanom prepovedan vstop v Združene države Amerike. Na to so se odzvali Anonimni hekerji, ki so z DDoS napadom za nekaj ur zrušili Trumpovo uradno spletno stran. Ob tem so objavili še videoposnetek, v katerem so mu svetovali, naj naslednjič izbira svoje besede pazljivejše.

### COMELEC (2016)
Pripadniki filipinske veje gibanja so vdrli v spletno stran Državne volilne komisije (COMELEC). Ob vdoru so jim pustili sporočilo, da je potrebno še pred splošnim volitvam na Filipinih zagotoviti boljše varovanje podatkov na strojih za štetje glasov. Ranljivost spletne strani je izkoristila hekerska skupina LulzSec, ki je ukradla osebne informacije volivcev ter jih javno objavila na spletni strani "wehaveyourdata.com".

## Anonymous v Sloveniji
V preteklosti so se v Sloveniji že večkrat spravili na strežnike Cerkve, na spletne strani različnih ministrstev, ter druge spletne strani (del strani SAZAS-a, NLB, spletna stran Občine Ljutomer). Zadnja leta delovanje pripadnikov slovenske veje gibanja miruje. Določene njihove aktivnosti so po slovenski zakonodaji prepovedane, zato je v preteklosti prihajalo do aretacij in obsodb v povezavi z njihovo dejavnostjo.

### ACTA
Leta 2012 so po Sloveniji potekali protesti proti ratificiranju sporazuma ACTA, prav tako pa so svoj protest na spletni strani Youtube javno objavili tudi pripadniki Anonimnih hekerjev iz Slovenije. Sloveniji so dali možnost, da v petih dneh zamrzne ratifikacijo ACTE, drugače bi stvari vzeli v roke sami: "Dokazali smo, da lahko zrušimo NLB, zrušimo lahko tudi vladno stran. To bomo tudi storili, vse vaše uradne in zasebne podatke ter e-pošto pa bomo posredovali vašim ljudem".

### FBI
Po besedah spletnega portala MONITOR naj bi slovenski člani Anonimnih hekerjev leta 2014 vdrli v strežnike ameriške zvezne agencije FBI, ter osebne podatke 68 agentov skupaj z elektronskimi naslovi in gesli objavili na spletni strani Pastebin. Potrebno je poudariti, da te informacije niso bile nikoli potrjene - mnogi skeptiki in laična javnost pa pravijo, da gre zgolj za potegavščino, saj ni trdnih dokazov, ki bi potrdili, da so te informacije verodostojne.

## Stik z javnostjo
Na spletnih straneh Facebook, Myspace in Youtube imajo ustvarjene uporabniške račune, prek katerih ostajajo v stiku z javnostjo. Prav tako pa imajo tudi uradno spletno stran, kjer si je mogoče ogledati njihove lastne videoposnetke. Na spletni strani je mogoče kupiti tudi katero od njihovih majic, pozabili pa niso niti na povezave do drugih strani, na katerih si lahko njihovi pristaši in podporniki kupijo znane maske. Na uradnem kanalu spletne strani Youtube je decembra 2016 naročenih več kot milijon uporabnikov.

## Sorodne skupine

### LulzSec
Maja 2011 je ob napadu na spletno stran podjetja HBGary manjša skupina pripadnikov Anonymous ustvarila novo skupino "LulzSec" oziroma "Lulz Security", ki je kasneje istega leta izvedla več napadov. Do leta 2013 je bilo aretiranih več s skupino povezanih ljudi. .

### AntiSec
Člani Anonimnih hekerjev in LulzSec so se leta 2011 združili in izvedli več napadov, pod skupnim imenom "Operacija AntiSec"..